# 팔레옥토누스
팔레옥토누스(학명:Palaeoctonus appalachianus)는 악어목 피토사우루스과에 속하는 악어이다. 지금은 멸종된 악어로 몸길이가 4~7m인 거대한 악어에 속한다.

## 특징
팔레옥토누스는 고립된 이빨에서만 알려진 대공룡의 멸종된 속이다. 종의 이름은 그리스어(팔라이오스는 "완전하다"는 뜻 -ktonos는 "킬러"라는 뜻이다.)에서 유래되었다. 이 속은 상피(후기) 트라이아스기 시대에 번성했다고 여겨진다. 다른 피토사우루스과에 속하는 악어들처럼 수생의 생활에 잘 적응한 종으로 발은 물갈퀴처럼 변화하여 수영을 하는 데에 적합한 신체 조건을 가지게 되었다. 등에는 두꺼운 갑피를 갖춘 가죽으로 무장했을 것으로 추정되며 앞다리에 비해 뒷다리가 유난히 긴 것이 특징이다. 양턱에는 15~25개의 송곳니와 같은 모양을 가진 고립된 이빨들을 가졌는데 이것을 통하여 먹이를 포획하거나 갈기갈기 찢어서 삼키는 데에 사용했을 것으로 추정이 된다. 먹이로는 당대에 서식하던 물고기, 갑각류와 같은 육식성의 먹이와 양치식물과 같은 채식성의 먹이를 모두 섭이했을 잡식성의 악어로 추정되는 종이다.

## 생존시기와 서식지와 화석의 발견
팔레옥토누스가 생존하던 시기는 중생대의 트라이아스기 후기로 지금으로부터 2억년전~1억 8천만년전에 생존했던 악어이다. 생존했던 시기에는 북아메리카를 중심으로 하는 강과 호수에서 주로 서식했던 악어이다. 화석의 발견은 1877년에 미국의 트라이아스기에 형성된 지층에서 고생물학자들에 의해 처음으로 화석이 발견되어 새롭게 명명된 종이다.

## 같이 보기
- 악어
- 중생대
- 쥐라기
- 파충류
- 화석